# Johann Houst
Johann Houst (* in Remich; † 22. September 1568 in Trier) war Rektor der Universität Trier.

## Leben
Johann Houst wurde in Remich als Sohn des Schöffen (1528–1542) und Gerichtsherrn Stephan Houst geboren. Sein Bruder war der luxemburgische Rat Anton Houst.
Am 28. März 1544 an der Universität Löwen in der Artistenfakultät zum Magister artium promoviert, wurde er 1545 als Inhaber der Universitätspfründe Kanonikus an St. Simeon zu Trier. Er war Siegler des Erzbistums Trier, ferner Dekan der theologischen Fakultät und 1560 Rektor magnificus der Universität Trier, bis diese im Januar 1561 den Jesuiten übergeben wurde. 1568 wurde er angeblich zum Offizial des Kurfürsten Johann VI. von der Leyen bestellt, ist als solcher aber nicht belegt. Er starb am 22. September 1568 (nach älterer Literatur 1572) in Trier und wurde in der Unterkirche von St. Simeon bestattet (Epitaph an der rechten Seite beim Eingang).